# Мізофобія
Мізофобія (від дав.-гр. μύσος — бруд, забруднення, осквернення + фобія — страх;) — нав'язливий страх забруднення або зараження, прагнення уникнути зіткнення з навколишніми предметами. Людину, яка відчуває подібний страх, називають мізофобом.
Термін уперше ввів Вільям А. Хаммонд (англ. William A. Hammond, який описав в 1879 році синдром нав'язливих станів, що виявлявся в тому, що спостережуваний постійно мив руки. Після цього мізофобією довгий час вважалося саме нав'язливе бажання постійного миття рук. Однак Гаррі Стек Салліван, американський психолог і психоаналітик, відзначав, що хоча і страх перед брудом лежить в основі прояву цього синдрому, в цей момент людина думає не про мікроби, а лише про те, що «його руки повинні бути вимиті».
Відома також як гермофобія (від англ. germ — мікроб) (не плутати з германофобією) — страх мікробів, оскільки часто причиною страху дотику з предметами є боязнь попадання мікробів, що перебувають на їхній поверхні, на руки. Інші назви: бациллофобія і бактеріофобія.
Деякі відомі особистості мали або мають подібний розлад. Серед них Нікола Тесла, Адольф Гітлер, Говард Г'юз, Джоан Кроуфорд, Фрідріх Ніцше, Артур Шопенгауер, Дональд Трамп, Камерон Діас, Хоуі Мендел, Володимир Маяковський, В'ячеслав Добринін, Сімона Вейль.

## У популярній культурі
- Прояв мізофобії показано в американському фільмі «Краще не буває», в якому головний герой Джека Ніколсона постійно мив руки, використовуючи кожен шматок мила не більше одного разу.
- У мультиплікаційному серіалі «Лабораторія Декстера» мати головного героя має нав'язливе прагнення до чистоти й весь час носить гумові рукавички, не дозволяючи її чоловікові торкатися до неї безпосередньо.
- Герой телесеріалу «Теорія Великого вибуху» Шелдон Купер дуже уважно ставиться до питань гігієни, намагається уникати дотиків до інших людей, часто обробляє руки антисептиком, панічно боїться хворих людей[9] .
- У серіалі «Безсоромні» Шейла боїться виходити з дому. Її дочка Карен називає це молізмофобією.
- У китайській дорамі «Літо лисиці» головний герой Гу Чхен Зе мізофоб, тому має напружені відносини зі своєю коханою.
- У корейській дорамі «Прибирання з пристрастю», а також «Я не робот» головні персонажі мізофоби.
- В японській манзі «10 Count» головний герой мізофоб.
- У фільмі «Острів Нім» письменниця Олександра Ровер (у виконанні Джоді Фостер) має ознаки цього захворювання.